# Liste von Orgeln in der Königgrätzer Region
Diese Liste von Orgeln in der Königgrätzer Region umfasst Orgeln der Königgrätzer Region (Královéhradecký kraj). Sie ist Teil der Liste von Orgeln in Tschechien. Die Liste erhebt keinen Anspruch auf Vollständigkeit.

## Orgeln
Die erste Spalte zeigt den Ort (Stadt, Stadtteil, Gemeinde bzw. Ortsteil) an. Die zweite Spalte gibt das jeweilige Gebäude (Kirche) an, in der sich die Orgel befindet. In der vierten Spalte sind der Erbauer der Orgel (und die Opuszahl des Werks) angeführt. In der sechsten Spalte bezeichnet die römische Zahl die Anzahl der Manuale, ein großes „P“ ein selbstständiges Pedal. Die arabische Zahl gibt die Anzahl der klingenden Register an. Die letzte Spalte bietet Angaben zum Erhaltungszustand sowie Links mit weiterführender Information.

Anmerkung: Die tschechische Orgel-Datenbank (Varhany Databáze unter www.varhany.net) liefert gute Angaben zur Historie der Orgeln, gibt aber nur wenig Hinweise zum Erhaltungszustand bzw. Verbleib der Orgeln.
| Ort                                                      | Gebäude | Bild | Orgelbauer                                              | Jahr | Manuale | Register | Bemerkungen |
| -------------------------------------------------------- | --- | ---- | ------------------------------------------------------- | ---- | ------- | -------- | --- |
| Babí (Trautenbach)                                       | Kirche St. Thekla Babí (Kaple sv. Tekly Babí) (Lage)                                                         |      | Josef Růžička (1874–1968), Prag                         | 1919 | I/P     | 6        | [ 1 ] |
| Božanov (Barzdorf)                                       | Kirche der hl. Maria Magdalena (Kostel sv. Maří Magdalény Božanov) (Lage)                                    |      | Anton Grosser                                           | 1876 | II/P    | 16       | 2014 restauriert von Ivan Červenka, Jakubovice |
| Broumov (Braunau)                                        | Kirche St. Adalbert (Klášter Broumov - Kostel sv. Vojtěcha) (Lage)                                           |      | Rieger-Kloss Opus 3560                                  | 1936 | II/P    | 30       | [ 4 ] [ 5 ] |
| Broumov (Braunau)                                        | Kirche St. Peter und Paul (Kostel sv. Petra a Pavla Broumov) (Lage)                                          |      | Johann Fischer                                          | 1859 | II/P    | 21       | 2017 von Ivan Červenka restauriert |
| Častolovice (Častolowitz)                                | Kirche St. Veit (Kostel sv. Vita Častolovice) (Lage)                                                         |      | Georg Spaniel (1752–1828), Rokitnitz i. Adlergebirge    | 1795 | II/P    | 14       | 2008–2011 restauriert von Rudolf Valenta, Prag |
| Černilov (Tschernilow), Okres Hradec Králové             | Evangelische Kirche der Böhmischen Brüder (Evangelický kostel Černilov) (Lage)                               |      | Josef Vanický (1854–1917), Třebechovice pod Orebem      | 1883 | I/P     | 7        | [ 11 ] |
| Chlumec nad Cidlinou (Chlumetz an der Cidlina)           | Kirche St. Ursula Chlumec (Kostel sv. Voršily Chlumec) (Lage)                                                |      | Emanuel Štěpán Petr (1853–1930)                         | 1894 | II/P    | 13       | 1940 von B. Žloutek, Sedlec u Kutné Hory auf II/P-16 erweitert |
| Chlumec nad Cidlinou (Chlumetz an der Cidlina)           | Dreifaltigkeitskirche Chlumec (Kostel Nejsvětější trojice Chlumec) (Lage)                                    |      | Josef Ignaz Welzel (1778–1864)                          | 1836 | I/P     | 8        | [ 14 ] |
| Chodovice (Chodowitz), OT von Holovousy, Okres Jičín     | Kirche St. Bartholomäus (Kostel sv. Bartoloměje Chodovice) (Lage)                                            |      | Karl Schiffner                                          | 1875 | I/P     | 8        | [ 15 ] |
| Choteč (Chotsch), Okres Jičín                            | Kirche St. Nikolaus (Kostel sv. Mikuláše Choteč) (Lage)                                                      |      | Josef Kučera (1778–1853), Miličowes                     | 1824 | I/P     | 8        | [ 16 ] [ 17 ] |
| Dobřenice (Dobschenitz), Okres Hradec Králové            | Kirche St. Clemens (Kostel sv. Klimenta Dobřenice) (Lage)                                                    |      | Pavel František Horák (1727–1822), Kuttenberg           | 1760 | II/P    | 15       | [ 18 ] [ 19 ] |
| Dobruška (Gutenfeld)                                     | Hussittenkirche (Husův sbor Dobruška) (Lage)                                                                 |      | Schuster & Sohn                                         | 1904 | II/P    |          | nach 1948 Orgel der evangelischen Kirche in Rudník v Krkonoších (Hermannseifen) hierher versetzt, 2015 restauriert durch Robert Ponča, Krnov                                |
| Dvůr Králové nad Labem (Königinhof an der Elbe)          | Kirche Johannes der Täufer (Kostel svatého Jana Křtitele Dvůr Králové) (Lage)                                |      | Rieger Opus 2623                                        | 1934 | II/P    | 35       | [ 21 ] [ 22 ] |
| Dvůr Králové nad Labem (Königinhof an der Elbe)          | Hussittenkirche Dvůr Králové (Husův sbor Dvůr Králové) (Lage)                                                |      | Jan Tuček (1904–1995), Kutná Hora                       | 1946 | II/P    | 22       | [ 22 ] [ 23 ] |
| Dvůr Králové nad Labem (Königinhof an der Elbe)          | Evangelische Kirche der Böhmischen Brüder Königinhof (Evangelický kostel Dvůr Králové) (Lage)                |      | František Medřický (1888–1980), Kutná Hora              | 1953 | II/P    | 17       | [ 22 ] |
| Heřmánkovice (Hermsdorf)                                 | Allerheiligen-Kirche (Kostel Všech Svatých Heřmánkovice) (Lage)                                              |      | Johann Friedrich Fischer                                | 1845 | II/P    | 16       | urspr. in der Katharinenkirche in Breslau (I/P-11, Orgelbauer unbekannt), 1811 hierher versetzt, 1845 von Johann Friedrich Fischer aus Kaltwasser restauriert und erweitert |
| Hradec Králové (Königgrätz)                              | Heilig-Geist-Kathedrale Königgrätz (Katedrála Sv. Ducha Hradec Králové) (Lage)                               |      | Karl Schiffner - Miroslav Heger                         | 1999 | III/P   | 37       | urspr. Orgel (II/P-29) 1884 von Karl Schiffner (1836–1894), Prag, 1994–1999 von Miroslav Heger restauriert und erweitert                                                    |
| Hradec Králové (Königgrätz)                              | Kirche Mariä Himmelfahrt (Kostel Nanebevzetí Panny Marie Hradec Králové) (Lage)                              |      | Josef Streussel (1732–1776), Grulich                    | 1766 | II/P    | 22       | [ 28 ] [ 29 ] |
| Hradec Králové (Königgrätz)                              | Kapelle St. Josef bei der Kirche Mariä Himmelfahrt (Kaple sv. Josefa Hradec Králové) (Lage)                  |      | Josef Melzer (1871–1958), Kuttenberg                    | 1940 | I/P     | 5        | 2008 von Ivan Červenka aus Jakubovice (Okres Ústí nad Orlicí) restauriert und erweitert (II/P-12)                                                                           |
| Hradec Králové (Königgrätz)                              | Neue Philharmonie in Königgrätz (Filharmonie Hradec Králové) (Lage)                                          |      | Robert Ponča, Krnov                                     | 2018 | III/P   | 54       | neue Orgel mit 3481 Orgelpfeifen |
| Janské Lázně (Johannisbad)                               | Evangelische Kirche Johannisbad der Böhmischen Brüder Johannisbad (Evangelický kostel Janské Lázně) (Lage)   |      |                                                         |      |         |          | |
| Jaroměř (Jermer)                                         | Jakobuskirche Jaroměř (Kostel sv. Jakuba Jaroměř) (Lage)                                                     |      | Georg Ambrosius Tauchmann (1629–1674), Hohenelbe        | 1668 | I/P     | 5        | [ 35 ] |
| Jaroměř (Jermer)                                         | Hussittenkirche Jaroměř (Husův sbor Jaroměř) (Lage)                                                          |      | Josef Melzer, Kutná Hora                                | 1937 | II/P    | 19       | [ 36 ] |
| Jičín (Jitschin)                                         | Jakobuskirche Jitschin (Kostel sv. Jakuba Většího Jičín) (Lage)                                              |      | Emanuel Štěpán Petr (1852–1930), Prag Opus 155          | 1903 | II/P    | 30       | 2018 restauriert von Ivo Roháč aus Olomouc |
| Jičín (Jitschin)                                         | Kirche St. Ignatius von Loyola Jitschin (Kostel sv. Ignáce z Loyoly Jičín) (Lage)                            |      | Josef Kobrle (1851–1919), Lomnitz an der Popelka        | 1910 | II/P    | 18       | [ 39 ] [ 40 ] |
| Kačerov (Katscher), OT von Zdobnice                      | Kirche der hl. Katharina von Siena (Kostel sv. Kateřiny Sienské Kačerov) (Lage)                              |      | Wenzel Kunz (1751–1821), Grulich                        | 1802 | II/P    | 17       | [ 41 ] [ 42 ] |
| Kuks (Kukus)                                             | Dreifaltigkeitskirche im Hospital Kuks (Kostel Nejsvětější Trojice Kuks) (Lage)                              |      | Rieger, Jägerndorf                                      | 1906 | II/P    | 16       | 2017 restauriert |
| Loučná Hora (Wiesenberg), OT von Smidary                 | Kirche St. Georg Loučná Hora (Kostel sv. Jiří Loučná Hora) (Lage)                                            |      | Amadeus Hanisch (1812–1894), Reichenau an der Knieschna | 1857 | I/P     | 6        | [ 44 ] [ 45 ] |
| Markvartice u Sobotky (Markwartitz)                      | Kirche des Hl. Aegidius (Kostel sv. Jiljí Markvartice) (Lage)                                                |      | Josef Prediger (1812–1891), Albrechtsdorf               | 1862 | II/P    | 10       | [ 46 ] [ 47 ] |
| Náchod (Nachod)                                          | Kirche St. Laurentius Nachod (Kostel sváteho Vavřince Náchod) (Lage)                                         |      | Orgelbau Organa, Kutná Hora                             | 1975 | II/P    | 32       | [ 48 ] |
| Nadslav (Nadslaw), Okres Jičín                           | Kirche St. Prokop Nadslav (Kostel sv. Prokopa Nadslav) (Lage)                                                |      | Josef Kobrle (1851–1919), Lomnitz an der Popelka        |      | I/P     | 5        | [ 49 ] |
| Nové Město nad Metují (Neustadt an der Mettau)           | Kirche der hl. Dreifaltigkeit (Kostel Nejsvětější Trojice Nové Město) (Lage)                                 |      | Amadeus Hanisch, Reichenau an der Knieschna             | 1851 | II/P    | 21       | [ 50 ] |
| Nový Bydžov (Neubidschow)                                | Evangelische Kirche der Böhmischen Brüder Nový Bydžov (Evangelický kostel - bývalá synagoga) (Lage)          |      |                                                         |      |         |          | |
| Opočno (Opotschno)                                       | Marienkirche Opotschno (Kostel Panny Marie Opočno) (Lage)                                                    |      | Franz Strommer (1846–1912)                              | 1884 | I/P     | 8        | [ 51 ] |
| Otovice (Ottendorf)                                      | Kirche St. Barbara Otovice (Kostel sv. Barbory Otovice) (Lage)                                               |      | Anton Grosser (1820–1880), Barzdorf                     | 1867 | II/P    | 16       | [ 52 ] [ 53 ] |
| Petrovice u Nového Bydžova (Groß Petrowitz)              | Kirche Mariä Himmelfahrt Petrovice (Kostel Nanebevzetí Panny Marie Petrovice) (Lage)                         |      | Franz Katzer (1702–1764), Grulich                       | 1756 | II/P    | 11       | [ 54 ] |
| Police nad Metují (Politz an der Mettau)                 | Klosterkirche Mariä Himmelfahrt (Kostel Nanebevzetí Panny Marie Police) (Lage)                               |      | Josef Růžička (1874–1968), Prag                         | 1936 | II/P    | 25       | urspr. Orgel von Amadeus Hanisch (1857, II/P-14) |
| Poříčí (Parschnitz), OT von Trutnov                      | Kirche St. Peter und Paul Poříčí (Kostel sv. Petra a Pavla Poříčí) (Lage)                                    |      | Heinrich Schiffner                                      | 1911 | II/P    | 19       | [ 56 ] [ 57 ] |
| Přepychy (Prepich), Okres Rychnov nad Kněžnou            | Kirche St. Prokop Prepich (Kostel sv. Prokopa Přepychy) (Lage)                                               |      | Amadeus Hanisch (1812–1894), Reichenau an der Knieschna | 1872 | II/P    | 12       | 2017 restauriert von Ivan Bok, Krnov |
| Rokytnice v Orlických horách (Rokitnitz im Adlergebirge) | Allerheiligenkirche Rokitnitz (Kostel Všech Svatých Rokytnice) (Lage)                                        |      | Gebrüder Rieger Opus 420                                | 1895 | II/P    | 22       | [ 60 ] [ 61 ] |
| Rokytnice v Orlických horách (Rokitnitz im Adlergebirge) | Schlosskirche Rokytnice (Kostel Nejsvětější Trojice Rokytnice) (Lage)                                        |      | Georg Spaniel (1752–1828)                               | 1783 | I/P     | 9        | 2016 restauriert von Jan Karel aus Sázava |
| Rudník v Krkonoších (Hermannseifen)                      | Kirche St. Wenzel Hermannseifen (Kostel sv. Václava Rudník) (Lage)                                           |      | Rieger                                                  | 1932 | II/P    | 15       | [ 65 ] |
| Ruprechtice (Ruppersdorf)                                | Kirche Jakobus des Älteren (Kostel sv. Jakuba Většího Ruprechtice) (Lage)                                    |      | Wenzel Kunz (1795–1865), Jermer                         | 1844 | II/P    | 16       | [ 66 ] |
| Rychnov nad Kněžnou (Reichenau an der Knieschna)         | Dreifaltigkeitskirche Reichenau (Kostel Nejsvětější Trojice Rychnov) (Lage)                                  |      | Georg Spanel (1789–1855), Rokitnitz i. Adlergebirge     | 1843 | II/P    | 37       | 1994 durch die Firma Rieger-Kloss restauriert |
| Suchá (Dürr), OT von Nechanice                           | Kirche der hl. Dreifaltigkeit (Kostel Nejsvětější Trojice Suchá) (Lage)                                      |      | Karl Schiffner, Prag                                    | 1887 | I/P     | 8        | [ 70 ] |
| Šonov (Schönau)                                          | Kirche St. Margareten (Kostel sv. Markéty Šonov) (Lage)                                                      |      | Anton Grosser                                           | 1872 | II/P    | 15       | außerdem ein Orgelpositiv (I/P-3) |
| Třebechovice pod Orebem (Hohenbruck)                     | Kirche St. Andreas Třebechovice (Kostel sv. Ondřeje Třebechovice) (Lage)                                     |      | Josef Melzer (1871–1958), Kuttenberg                    | 1943 | III/P   | 38       | 2005 restauriert durch Petr Fischer, Prag |
| Třebechovice pod Orebem (Hohenbruck)                     | Evangelische Kirche der Böhmischen Brüder Třebechovice (Evangelický kostel Třebechovice) (Lage)              |      |                                                         | 1906 |         |          | |
| Trutnov (Trautenau)                                      | Kirche Mariä Geburt Trautenau (Kostel Narození Panny Marie Trutnov) (Lage)                                   |      | Heinrich Schiffner                                      | 1910 | III/P   | 40       | [ 77 ] [ 78 ] |
| Uhřínov (Aurim), OT von Liberk                           | Laurentiuskirche Uhřínov (Kostel sv. Vavřince Uhřínov) (Lage)                                                |      | V. Poláček (1877–1948), Reichenau an der Knieschna      | 1931 | II/P    | 19       | [ 79 ] |
| Vamberk (Wamberg)                                        | Kirche St. Prokop Wamberg (Kostel sv. Prokopa Vamberk) (Lage)                                                |      | Caspar Welzel (1700–1766)                               | 1725 | II/P    | 24       | [ 80 ] [ 81 ] |
| Vižňov (Wiesen)                                          | Kirche der hl. Anna Vižňov (Kostel sv. Anny Vižňov) (Lage)                                                   |      | Paul Noske, Braunau                                     | 1899 | II/P    | 12       | [ 82 ] [ 83 ] |
| Vrchlabí (Hohenelbe)                                     | Kirche St. Laurentius Hohenelbe (Kostel sv. Vavřince Vrchlabí) (Lage)                                        |      | Rieger                                                  | 1889 | II/P    | 22       | [ 84 ] |
| Vrchlabí (Hohenelbe)                                     | Kirche im Augustinerkloster Hohenelbe (Kostel sv. Augustina Vrchlabí) (Lage)                                 |      | Rieger, Jägerndorf                                      | 1898 | II/P    | 17       | [ 85 ] [ 86 ] |
| Vysoké Veselí (Hochwessely)                              | Kirche des hl. Nikolaus von Tolentino Vysoké Veselí (Kostel sv. Mikuláše Tolentinského Vysoké Veselí) (Lage) |      | Hloušek & Vocelka, Prag                                 | 1851 | II/P    | 16       | [ 87 ] |
| Zdobnice (Stiebnitz)                                     | Kirche des Guten Hirten (Kostel Dobrého Pastýře Zdobnice) (Lage)                                             |      | Georg Spaniel (1789–1855)                               | 1848 | II/P    | 24       | [ 88 ] [ 89 ] |
| Žireč (Schurz), OT von Dvůr Králové nad Labem            | Kirche St. Annen Žireč (Kostel sv. Anny Žireč) (Lage)                                                        |      | Johann Anton Barth (1767–1844), Niederöls               | 1829 | II/P    | 18       | 2010–2020 restauriert von Dalibor Michek |